# أل ماغواير
أل ماغواير (7 سبتمبر 1928 في الولايات المتحدة - 26 يناير 2001 في الولايات المتحدة) (بالإنجليزية: Al McGuire) هو مدرب كرة سلة ولاعب كرة سلة أمريكي في مركز مدافع مسدد الهدف. لعب مع نيويورك نيكس.

## وصلات خارجية
- أل ماغواير على موقع إن بي أي (الإنجليزية)
- أل ماغواير على موقع سبورتس رفرنس (الإنجليزية)
- أل ماغواير على موقع كلية كرة السلة في سبورتس رفرنس.كوم (الإنجليزية)
- أل ماغواير على موقع ريلجم (الإنجليزية)
- أل ماغواير على موقع بروبوليرز (الإنجليزية)
- أل ماغواير على موقع قاعة المشاهير الجامعة الوطنية لكرة السلة (الإنجليزية)
- أل ماغواير على موقع كلية كرة السلة في سبورتس رفرنس.كوم (الإنجليزية)